# ULTRA-PRISM
ULTRA-PRISM（ウルトラプリズム）は、2009年に結成された日本の音楽グループ。

## 概要
「見て☆たのしい!聞いて☆たのしい!!一緒にトンだら☆もーっとたのしいっ!!!」をコンセプトに「2.5次元POP」を標榜している。また、曲ごとに衣装を変えるという趣向を凝らしている。
2011年、『侵略ノススメ☆』が第16回アニメーション神戸賞主題歌賞（ラジオ関西賞）を受賞。不利を覆しての受賞は「"侵略"を地でいく快挙」と評された。

## メンバー
月宮うさぎ（つきみや うさぎ）
ボーカル・作詞・コスチュームデザイン担当。
11月7日生まれ。血液型B型。
コスプレイヤーとして活動を始め、各種企業の専属コスプレイヤーやコスプレコンパニオン等を経てタレント活動を開始。
ゲーム・漫画・アニメ・アイドルなど様々なジャンルに精通したオタクであり、ハロー!プロジェクトの大ファンでもある。
衣装製作を特技としており、コスプレ衣装やULTRA-PRISMのステージ衣装も自身の手によるものである。
過去にはCBCラジオ『のもぴ〜プラスティックラジオ』のアシスタントや、大手個人ニュースサイト「ー｀)＜淡々と更新し続けるぞ雑記。ωもみゅもみゅ」の管理人、さらしるとともに、ZAKZAKの「アニメ☆声優」で配信されているインターネットラジオ番組『もみゅもみゅ小屋』のパーソナリティを担当していた。
2012年12月発売の『萌音楽（もえソング）のススメ☆』（集英社スーパーダッシュ文庫）で小説家デビューする。
小池雅也（こいけ まさや）
ギター・作曲・プロデュース担当。
数多くのアニメ・ゲーム関連楽曲を手がける。詳細は本人の記事を参照。

## ディスコグラフィ

### インディーズ
- inspiration（2009年8月14日、ラッセル）

### メジャー

#### シングル
|            | 発売日         | タイトル                 | 規格品番   | 規格品番  | 備考 |
| 初回限定盤 | 発売日         | タイトル                 | 通常盤     |           | 備考 |
| ---------- | -------------- | ------------------------ | ---------- | --------- | --- |
| 1st        | 2010年2月24日  | Star☆tin'                | -          | LACM-4695 | |
| 2nd        | 2010年10月27日 | 侵略ノススメ☆            | LHCM-31082 | LHCM-1082 | ULTRA-PRISM with イカ娘（金元寿子）名義 第16回アニメーション神戸賞主題歌賞受賞                                                                                                 |
| 3rd        | 2011年1月26日  | みらくる☆ちゃんす        | -          | LHCM-1088 | |
| 4th        | 2011年4月27日  | るーるぶっくを忘れちゃえ | LHCM-31091 | LHCM-1091 | ULTRA-PRISM with 白玉中ソフトテニス部 ［春風明日菜（伊藤かな恵）、沢夏琴音（喜多村英梨）、秋山千歳（伊藤静）、冬川来栖（明坂聡美）、エリザベス・ウォーレン（矢作紗友里）］名義 |
| 5th        | 2012年5月23日  | ぷらすちっく☆思考        | -          | LACM-4944 | |
| 6th        | 2012年8月8日   | Let's☆侵略タイム!        | -          | LACM-4972 | |

#### アルバム
|     | 発売日        | タイトル    | 規格品番  |
| --- | ------------- | ----------- | --------- |
| 1st | 2011年9月21日 | ULTRA-DATE! | LACM-4695 |

## タイアップ
| 楽曲                     | タイアップ                                                                                              |
| ------------------------ | --- |
| Star☆tin'                | PCゲーム『トロピカルKISS』エンディングテーマ                                                            |
| 侵略ノススメ☆            | テレビアニメ『侵略!イカ娘』オープニングテーマ                                                           |
| みらくる☆ちゃんす        | テレビアニメ『Rio RainbowGate!』エンディングテーマ                                                      |
| るーるぶっくを忘れちゃえ | テレビアニメ『そふてにっ』オープニングテーマ                                                            |
| Uh!マドンナ☆☆            | JRAスペシャルコンテンツ『My sweet ウマドンナ 〜僕は君のウマ〜』オープニングテーマ                       |
| ぷらすちっく☆思考        | Webアニメ『+チック姉さん』オープニングテーマ                                                            |
| Let's☆侵略タイム!        | OAV『侵略!!イカ娘』オープニングテーマ                                                                   |
| happy now ! ウマドンナ   | JRAスペシャルコンテンツ『My sweet ウマドンナ 2 〜ウマすぐ Kiss me〜』オープニングテーマ                 |
| ラブラブ☆愛情宣言!       | PCゲーム『俺と5人の嫁さんがラブラブなのは、未来からきた赤ちゃんのおかげに違いない!?』オープニングテーマ |
| オススメ☆♂♀☆でぃすとぴあ | アーケードゲーム『CHUNITHM AIR PLUS -チュウニズム エアー プラス-』収録曲                                |